# Jungle Fight 1
Jungle Fight 1 foi o primeiro evento de MMA do Jungle Fight, criado por Wallid Ismail. Foi realizado dia 13 de Setembro de 2003 no Ariau Amazon Towers Convention Center em Manaus, Amazonas.